# Zwingenberg (Baden)

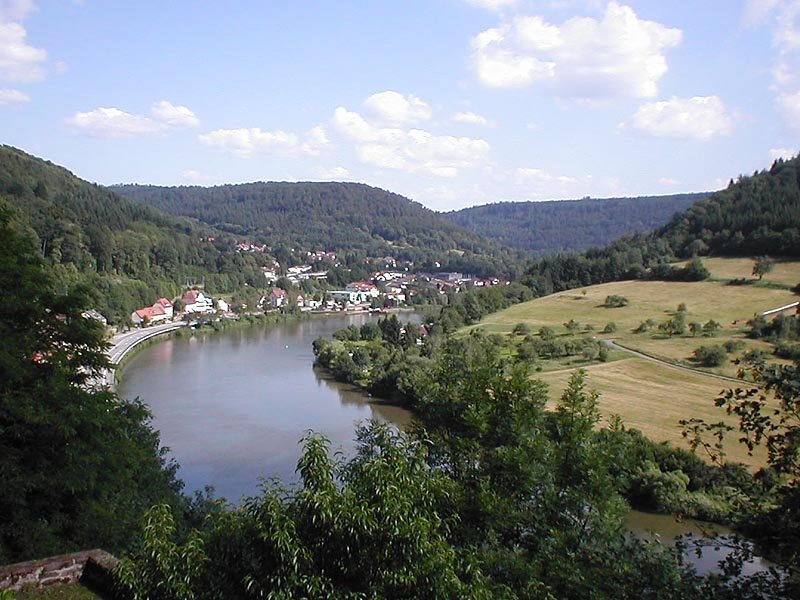
Blick von Schloss Zwingenberg flussaufwärts über den Neckarbogen mit dem Dorf Zwingenberg ebenfalls am Ostufer

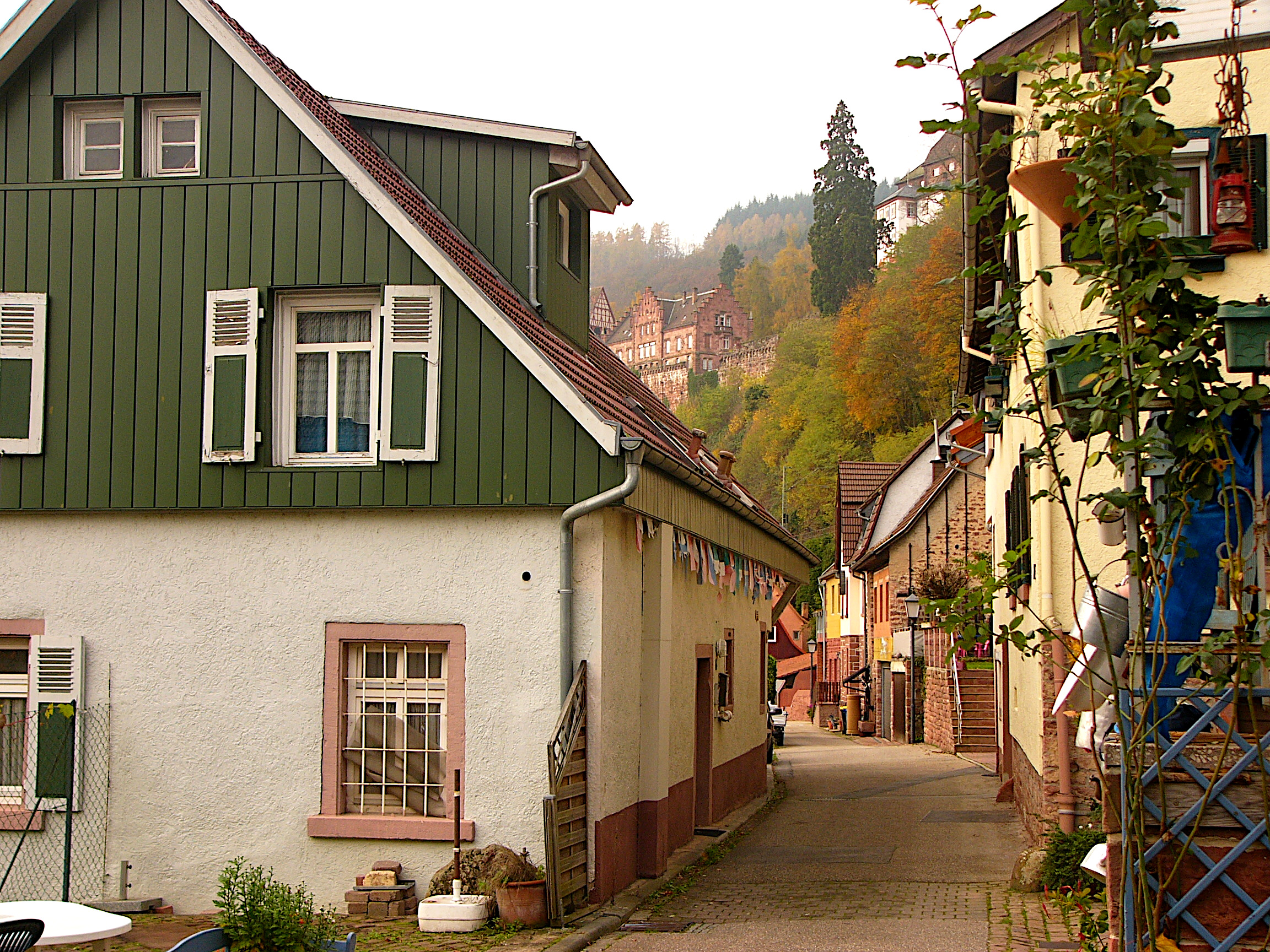
Dorfpartie in Zwingenberg

Zwingenberg ist eine zum Neckar-Odenwald-Kreis gehörende Gemeinde in Baden-Württemberg. Sie gehört zur europäischen Metropolregion Rhein-Neckar. Überregional bekannt geworden ist sie durch die Freilichtspiele im Zwingenberger Schloss.

## Geographie

### Lage
Zwingenberg liegt im Neckartal etwa 40 km östlich von Heidelberg im Naturpark Neckartal-Odenwald in 130 bis 420 Metern Höhe.

### Gemeindegliederung
Zur Gemeinde Zwingenberg gehören das Dorf Zwingenberg, die Burg „Schloss Zwingenberg“ und das Gehöft Zwingenberger Hof.
Das Dorf liegt in einer kleinen rechten Weitung des Neckartals, die Burg auf derselben Seite etwa einen Kilometer talabwärts davon auf dem Mündungssporn der zum Fluss laufenden Wolfschlucht, der Hof noch etwas weiter talab auf dem Gegenufer.

## Geschichte
Die Geschichte Zwingenbergs ist eng mit der Geschichte der gleichnamigen Burg, des heutigen Schlosses Zwingenburg verknüpft. Oberhalb der Zwingenburg finden sich noch Reste der Burg Fürstenstein. Der Ort Zwingenburg entstand wahrscheinlich im 14. Jahrhundert aus einer kleinen Fischersiedlung am Fuße der bereits im 13. Jahrhundert errichteten ersten Burg. Die früheste urkundliche Erwähnung des Namens Zwingenberg datiert aus dem Jahr 1326.
Burg und Ort Zwingenberg wechselten im ausgehenden Mittelalter und in der Neuzeit häufiger den Besitzer, den Status einer selbständigen Gemeinde erhielt die Ortschaft erst zu Beginn des 19. Jahrhunderts. 1939 wurden 230 Einwohner gezählt, Ende 1945 waren es 281.

## Politik

### Gemeinderat
Der Gemeinderat hat acht ehrenamtliche Mitglieder, die für fünf Jahre gewählt werden. Hinzu kommt der Bürgermeister als stimmberechtigter Gemeinderatsvorsitzender.
Die Kommunalwahl 2024 führte zu folgendem Ergebnis.
| Gemeinderat 2024                       | Gemeinderat 2024 | Gemeinderat 2024 | Gemeinderat 2024 | Gemeinderat 2024 |
| Partei / Liste                         | Stimmenanteil    | Sitze            | Ergebnis 2019    |                  |
| -------------------------------------- | ---------------- | ---------------- | ---------------- | ---------------- |
| Bürgergemeinschaft                     | 46,9 %           | 4                | 60,9 %, 5 Sitze  |                  |
| SPD                                    | 31,4 %           | 2                | 22,1 %, 2 Sitze  |                  |
| CDU                                    | 21,7 %           | 2                | 17,0 %, 1 Sitz   |                  |
| Wahlbeteiligung: 73,8 % (2019: 74,7 %) |                  |                  |                  |                  |

### Bürgermeister
Von 1978 bis 2013 war Peter Kirchesch Bürgermeister von Zwingenberg. Am 9. Juni 2013 wurde Norman Link mit 336 Stimmen (97,7 % / Wahlbeteiligung: 58,66 %) zum neuen ehrenamtlichen Bürgermeister gewählt. Am 6. Juni 2021 wurde Norman Link mit 292 Stimmen (99,6 % / Wahlbeteiligung: 51,38 %) im Amt bestätigt. Link ist in Personalunion gleichzeitig Bürgermeister der Nachbargemeinde Neckargerach.

### Wappen
Blasonierung: In Blau drei (2:1) silberne (weiße) Schwanenhälse mit goldenen (gelben) Schnäbeln.

Die drei Schwanenhälse wurden aus dem Wappen der Edlen von Zwingenberg übernommen.

## Wirtschaft und Infrastruktur
Die meisten der heutigen Einwohner leben in den beiden Neubaugebieten oberhalb und unterhalb der Bahnlinie im Süden Zwingenbergs. In den örtlichen Firmen finden auch heute nur wenige der Erwerbstätigen Arbeit, die meisten müssen als Pendler z. T. weite Strecken täglich zurücklegen.

### Verkehr

#### Bahnverkehr
Zwingenberg liegt an der Neckartalbahn (Heidelberg–Bad Friedrichshall), die seit 2003 von der S-Bahn RheinNeckar halbstündlich bedient wird.

#### Radverkehr
Durch eine Alltagsroute aus dem Radnetz Baden-Württemberg ist Zwingenberg über Neckargerach und Obrigheim mit Mosbach und in der anderen Richtung mit Eberbach verbunden. 
Entlang des Neckars und durch das Gemeindegebiet führen folgende Radfernwege:
- Der Neckartal-Radweg verläuft über 410 Kilometer vom Neckarursprung in Villingen-Schwenningen entlang des Neckars bis zu dessen Mündung in den Rhein bei Mannheim.
- Der 225 km lange 3-Länder-Radweg führt als Rundweg durch das Dreiländereck von Hessen, Baden-Württemberg und Bayern. Entlang von Mümling, Neckar und Main erkundet die Route den Odenwald.
- Der Burgenstraßen-Radweg verläuft über ca. 1.200 Kilometer parallel zur Touristenroute Burgenstraße zwischen Mannheim und Prag.
- Der Odenwald-Madonnen-Radweg führt durch den Odenwald, das Neckartal und die Rheinebene. Er beginnt in Tauberbischofsheim und führt über Walldürn, Mudau, Mosbach und Heidelberg nach Speyer.

## Kultur und Sehenswürdigkeiten

### Theater
Eine besondere Attraktion sind die jährlich stattfindenden Freilichtspiele im Zwingenberger Schloss, deren Kernstück die romantische Oper „Der Freischütz“ von Carl Maria von Weber ist. Daneben werden immer wieder wechselnde, oft nur selten dargebotene Stücke und Opern aufgeführt.

### Bauwerke und Sehenswürdigkeiten

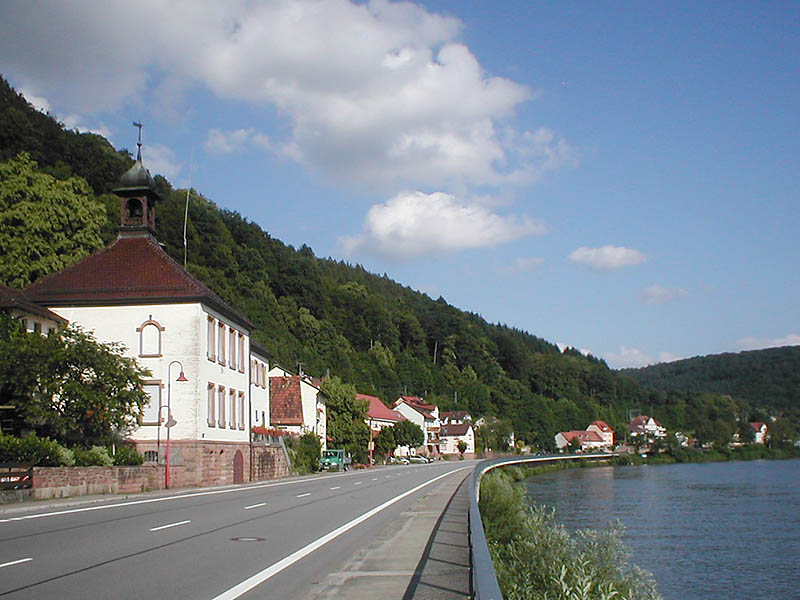
Rathaus in Zwingenberg (vorne links, Foto vor dem Brückenschlag)

- Die gut erhaltene Burg – heute Schloss Zwingenberg – wurde im 13. Jahrhundert erbaut, im Jahre 1364 geschleift und später wieder aufgebaut. Oberhalb von Schloss Zwingenberg (auch aktuell noch bewohnt) sind im Wald die Grundmauern der Burgruine „Fürstenstein“ zu finden, welche in den Jahren 1338 bis 1340 vom damaligen Bischof von Mainz, Heinrich III. von Virneburg, errichtet wurde – dies wegen Streitigkeiten mit den Edlen von Zwingenberg. Vermutlich verfügte Fürstenstein auch über eine Blidenstellung. Nach einem späteren Schiedsspruch musste Burg Fürstenstein schon 1344 geschleift werden und geriet dann weitgehend in Vergessenheit. Die Burg war einige hundert Meter nordwestlich des jetzigen Schlosses und etwa hundert Meter höher gelegen.
- Fachwerkhäuser mit winkeligen Gassen und steilen Treppen des alten Dorfes.
- Die 215 Meter lange einspurige Neckarbrücke mit Fuß- und Radweg ist eine 2011 eröffnete zweihüftige Schrägseilbrücke aus Stahl, die eine Fähre ersetzt. 2010 wurde das 150 Tonnen schwere mittlere Brückenteil der Schrägseilbrücke von Lindach aus eingeschwommen und mit Litzenhebern in die im Taktschiebeverfahren erstellten, uferseitigen Teile eingepasst. Die beiden Y-förmigen Pylonen stehen am Ufer.[9][10]
- Die Wolfschlucht, die Carl Maria von Weber zu seiner Oper Der Freischütz inspiriert haben soll, ist eine wildromantische Schlucht, die vom Wasser eines dem Neckar zuströmenden Bachs in die Buntsandsteinblöcke des Tals hinter der Zwingenburg geschnitten wurde.

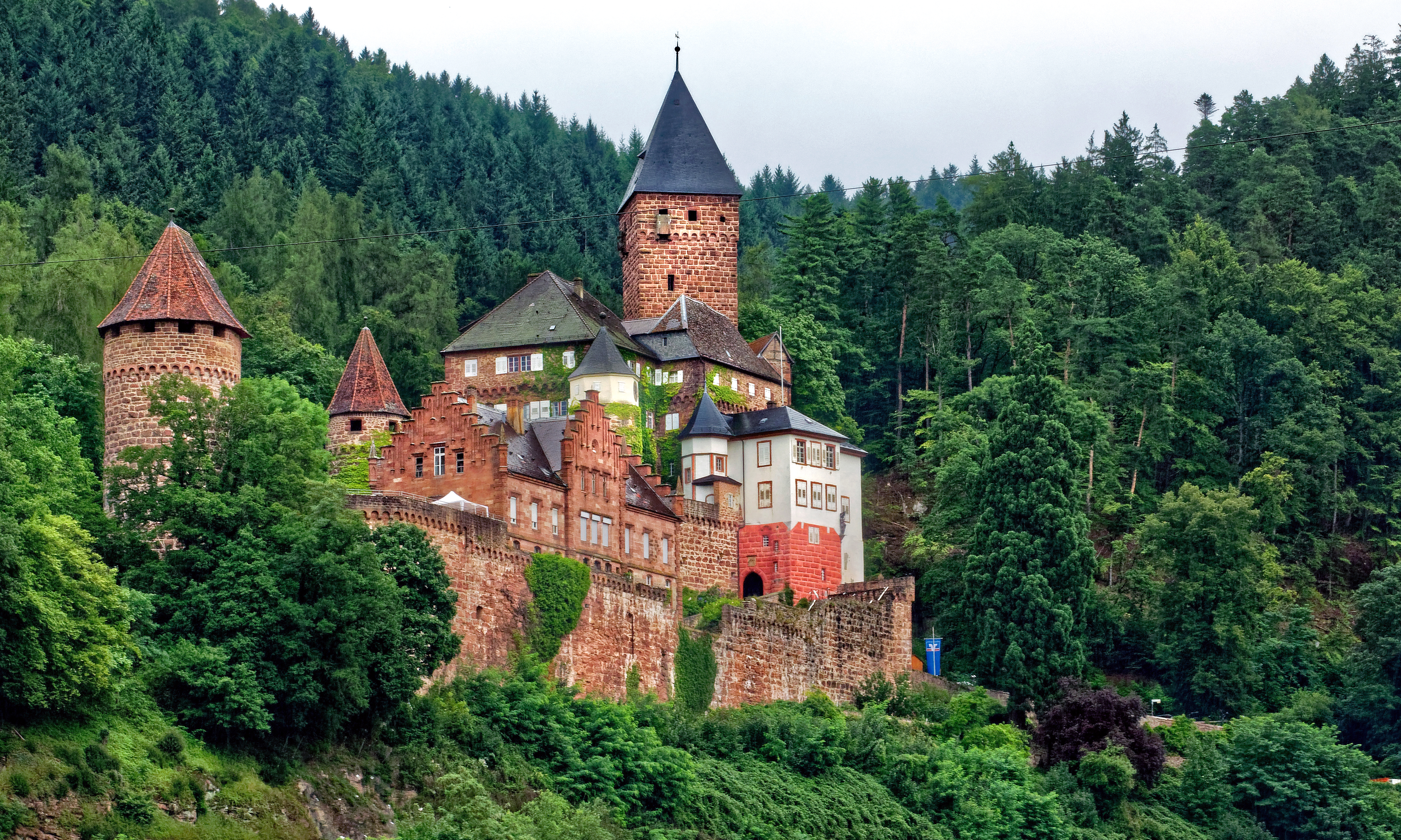
Schloss Zwingenberg
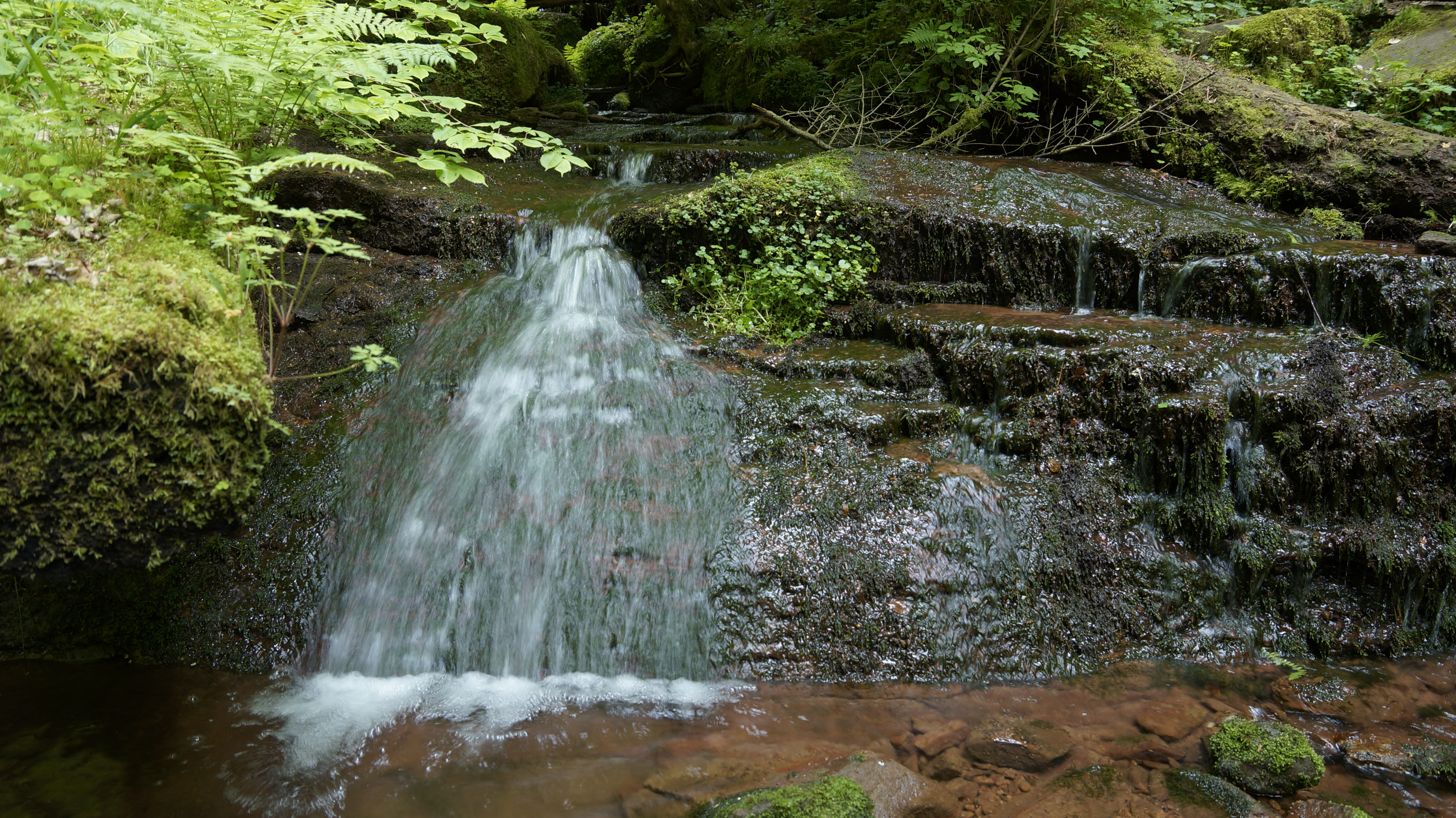
Wolfsschlucht